# Arianny Celeste
Arianny Celeste, de son vrai nom Penelope López Márquez, née le 12 novembre 1985, est une américaine ring girl et modèle. Elle est surtout connue pour être une ring girl de l'UFC. Elle est également coanimatrice à l'émission de télévision Overhaulin' et un modèle présenté dans le magazine Playboy.

## Biographie
Arianny est née le 12 novembre 1985 a Las Vegas, Nevada. Elle est d'origine philippine et mexicaine. "Arianny" est un surnom qu'elle a reçu quand elle était enfant. Elle a fréquenté Eldorado High School et a fréquenté l'université de l'UNLV où elle s'est spécialisée en gestion de la forme physique et en nutrition,,.

## Carrière Ring Girl
Elle a fait ses débuts à l'UFC en 2006 au Hard Rock Hotel and Casino à Paradise, Nevada.
En 2008, lors des premiers World MMA Awards, elle a été élue « Ring Girl de l'année 2008 ».
En 2009, elle a remporté son deuxième titre consécutif aux 2e World MMA Awards puis est devenue la « Ring Girl de l'année 2009 » en battant Natasha Wicks et Logan Stanton.
En 2010, elle est devenue la « MMA Ring of the Year 2010 » des World MMA Awards, obtenant ainsi son troisième titre consécutif. Cette fois, elle a dû faire face à la concurrence de Rachelle Leah et Brittney Palmer. Elle a été élue « Ring Girl de l'année 2006 » en 2010 par Fighter's Only Magazine, un prix qu'elle avait également remporté l'année précédente.
Lors du 4e World MMA Awards en 2011, Celeste a été élue pour la quatrième année consécutive « Ring Girl de l'année 2011 », en battant à nouveau Brittney Palmer.
En 2012, Celeste a été nommée pour le titre de « Ring Girl de l'année 2012 » aux World MMA Awards mais a perdu contre Brittney Palmer qui est alors la première personne autre que Arianny à remporter le titre.
Elle a été nommée à nouveau en 2013 alors qu'elle cherchait à reprendre le titre de « Ring Girl of the Year » à Palmer, mais a dû à nouveau s'incliner, subissant ainsi sa deuxième défaite consécutive.
En 2014, Celeste et Palmer ont été toutes les deux nommées pour la « Ring Girl de l'année 2014 » aux World MMA Awards, ainsi que pour la nouvelle compétition de la plus jeune des fans, Carly Baker. Palmer partait favorite puisqu'elle avait gagné les deux années précédentes. Celeste est cependant parvenue à retrouver son titre de « Ring Girl de l'année ». En remportant le prix pour la cinquième fois, elle a établi un nouveau record.
En 2015, l'ancienne championne des poids coq de l'UFC, Ronda Rousey, a déclaré : « Soit les filles de la carte sont trop payées, soit les combattants ne sont pas assez payés ». Les filles de l'UFC sont réputées gagner 18 000 $ par année, sans compter les prestations en dehors de l'UFC, comme le mannequinat. Arianny Celeste a protesté, traitant Rousey de big bully (« grand tyran/brute »),.